# 현동역
현동역(Hyeondong station, 縣洞驛)은 경상북도 봉화군 소천면 현동리에 위치한 영동선의 철도역이다.
영주역, 동해역, 부전역, 영주역 등으로 가는 열차가 1일 6회 정차한다.

## 역사
- 1956년 1월 1일 : 보통역으로 영업 개시[1]
- 1956년 12월 30일 : 역사 신축 준공
- 1990년 1월 1일 : 수소화물 취급중지[2]
- 1994년 1월 11일 : 화물취급 중지[3]
- 2013년 11월 7일 : 무배치간이역으로 격하 및 철도승차권 단말기 철거

### 승강장
| ↑분천     |
| 승강장 \| |
| 임기↓     |

| 승강장 | 영동선 | 무궁화호 누리로 | 부전▪동대구▪영주▪동해 방면 |

## 사진
역사 속 군마
- 현동역 (2009년)
- 현동역 (2025년)
- 승강장

## 인접한 역
| 영동본선         | 영동본선        | 영동본선       |
| ---------------- | --------------- | -------------- |
| 임기 동대구 방면 | 무궁화호 영동선 | 분천 동해 방면 |
| 춘양 부전 방면   | 무궁화호 영동선 | 분천 동해 방면 |
| 임기 영주 방면   | 무궁화호 영동선 | 분천 동해 방면 |